# Opius cyphus
Opius cyphus är en stekelart som beskrevs av Papp 1985. Opius cyphus ingår i släktet Opius och familjen bracksteklar. Inga underarter finns listade i Catalogue of Life.